# Aeroporto Internacional de Chenai
O Aeroporto Internacional de Chenai (ICAO: MAA, FAA LID: VOMM) é um aeroporto internacional localizado na cidade de Chenai, capital do estado de Tâmil Nadu na Índia, sendo o quarto mais movimentado do país.